# Bade Ghulam Ali Khan
Ustad Bade Ghulam Ali Khan (Kasur, Pakistán, 2 de abril de 1902 - Hyderabad, 25 de abril de 1968) fue un cantante indio, una de las figuras destacadas en la música hindú.
Su estilo musical que interpretaba era de carácter, melódico y además siendo un entusiasta de donar aportes para varias escuelas (gharana).
Fue defensor del thumri y khyal, en la que interpretaba también música tradicional indostaní, en lo que fue su única novedad dando un enfoque de su modulación con respecto a las notas musicales que manejaba con su voz. Comenzó su carrera en Calcuta en 1938 y de la Conferencia de Toda Música de Bombay en 1944.

## Discografía
- Mehfil - Ustad Bade Ghulam Ali Khan - Times Music
- Golden Milestones - Ustad Bade Ghulam Ali Khan
- Classical Vocal - Ustad Bade Ghulam Ali Khan
- Sab Rang